# 博尔博纳
博尔博纳（義大利語：Borbona），是意大利列蒂省的一个市镇。总面积46.34平方公里，人口666人，人口密度14.4人/平方公里（2009年）。ISTAT代码为057006。